# Wang Wanqiang
Wang Wanqiang (nome original: 王 萬強; nascido em 15 de novembro de 1964) é um ex-ciclista olímpico chinês. Wanqiang representou a sua nação durante os Jogos Olímpicos de Verão de 1984, em Los Angeles.